# 弗雷德·勞倫斯·惠普爾天文台
弗雷德·勞倫斯·惠普爾天文台（英語：Fred Lawrence Whipple Observatory）是一個由史密松天体物理台擁有並操作的天文台，是該台在麻州劍橋總部以外最大的天文台。位於亞利桑那州阿瑪多霍普金斯山坡上。
該天文台的研究包含星系天文學、恆星天文學、行星的光學與光譜研究，以及X射線天文學和伽馬射線天文學。

## 歷史
1966年在天文台現址附近由史密森尼学会出資金進行天文台道路工程。首座望遠鏡－惠普爾10公尺伽馬射線望遠鏡於1968年完成。
本天文台原名是「霍普金斯山天文台」（The Mount Hopkins Observatory），於1981年改為現名以尊崇史密松天体物理台榮譽退休教授，也是知名行星科學家和太空探測先驅弗雷德·惠普爾，在他的領導下於亞利桑納州完成了這座天文台。

## 設備

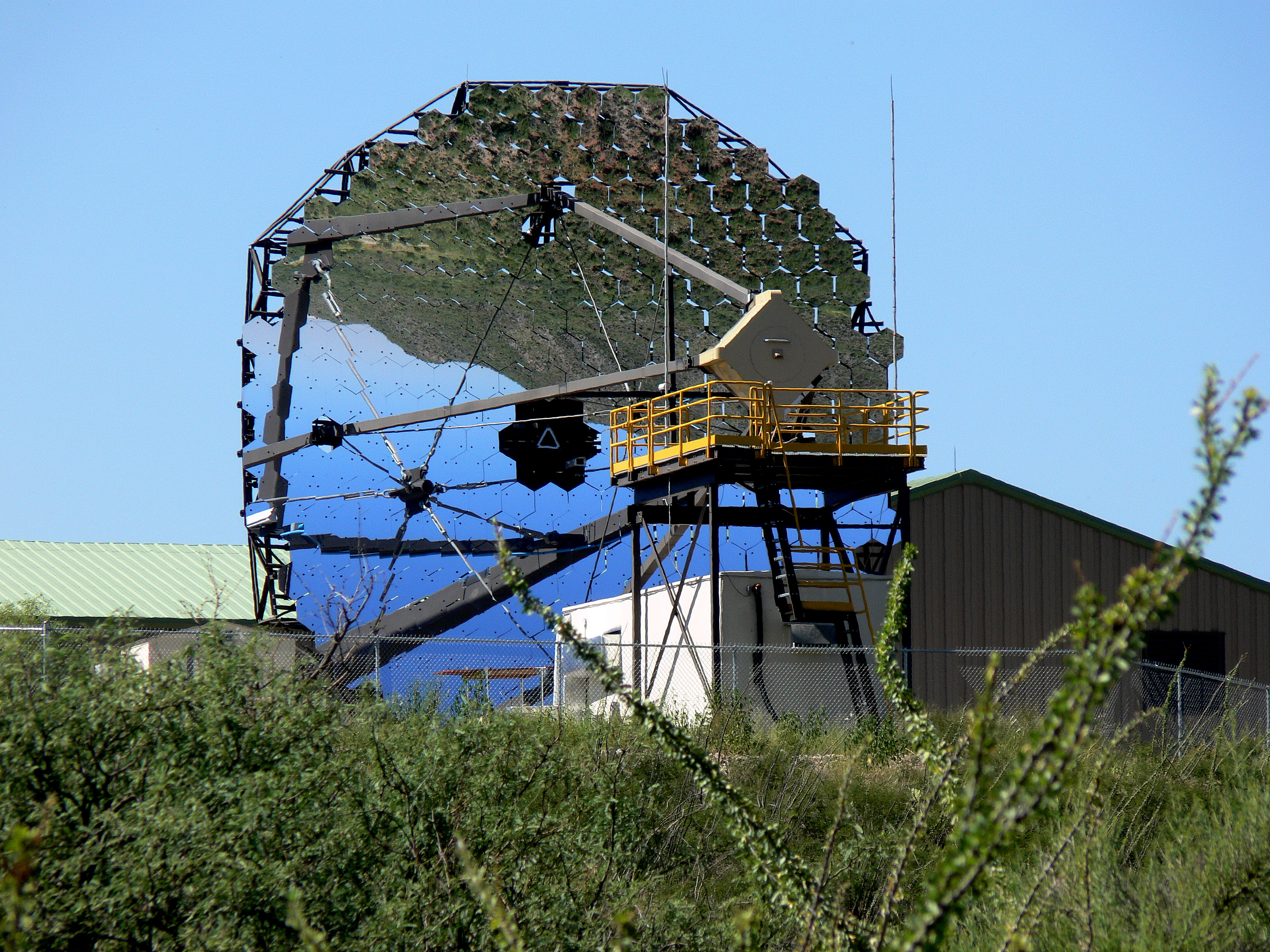
VERITAS偵測器上的其中一面反射鏡。

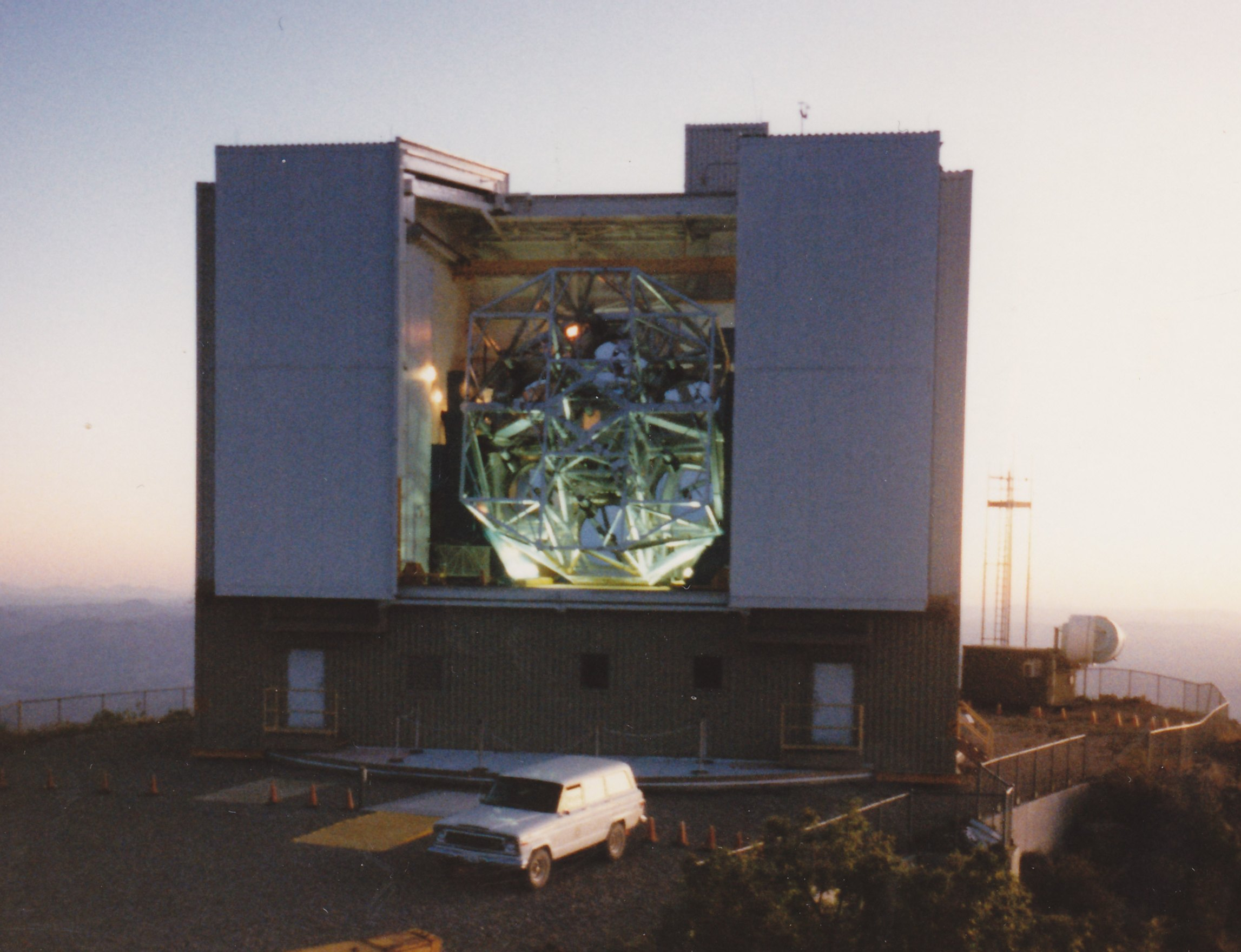
1981年的多鏡面望遠鏡。

惠普爾天文台設有口徑6.5公尺的多镜面望远镜，由史密松天体物理台和亚利桑那大学共同操作。該天文台也有口徑1.5和1.2公尺的反射望遠鏡，以及命名為PAIRITEL（Peters Automated IR Imaging Telescope，2微米全天巡天）的紅外線望遠鏡。另有尋找太陽系外行星的匈牙利自动望远镜网络计划和MEarth計劃的望遠鏡。
惠普爾天文台因為是在地面首次進行伽馬射線天文學觀測的先驅而聞名。該台發展出了大氣層契忍可夫輻射成像技術（Imaging Atmospheric Cherenkov Technique，IACT），並在1980年代早期用於惠普爾10公尺伽馬射線望遠鏡。該望遠鏡目前已準備在使用40年後停用拆除。
2007年4月，設有一個直徑12公尺反射鏡、4個IACT望遠鏡的伽馬射線陣列的超高能輻射成像望遠鏡陣列系統（Very Energetic Radiation Imaging Telescope Array System，VERITAS）正式啟用。接著於2009年9月，一個望遠鏡在經過4個月工程後移到新位置使陣列對稱和增加靈敏度。

## 外部連結
- Fred Lawrence Whipple Observatory （页面存档备份，存于）
- YouTube上的弗雷德·勞倫斯·惠普爾天文台頻道
- Whipple Observatory Visitor's Center （页面存档备份，存于）